# Lars Ekborg
Lars Ekborg (Upsala; 6 de junio de 1926 - Ängelholm; 7 de octubre de 1969) fue un actor teatral y cinematográfico sueco.

## Biografía
Su nombre completo era Lars Åke Rupert Ekborg, nació en Upsala, Suecia, siendo sus padres el director de orquesta Sune Ekborg (1898–1963) y Siri Myhrman (1905–1984). 
Se crio en Västerås y estudió entre 1948 y 1951 en la escuela teatral del Teatro Dramaten, donde coincidió con Margaretha Krook, Jan-Olof Strandberg, Max von Sydow, Yvonne Lombard e Ingrid Thulin. Posteriormente trabajó en ese mismo teatro entre 1949 y 1953, en varios locales privados desde 1953 a 1958, en revistas de Kar de Mumma entre 1958 y 1963, en el Oscarsteatern en los años 1963 y 1964 y en el Idéonteatern a partir de 1964.
Se inició en el cine actuando en el film de Nils Poppe Tappa inte sugen (1947), destacando sus actuaciones en Un verano con Mónica y Lilla Fridolf. 
Ekborg fue un destacado comediante y trabajó con éxito en revistas de Kar de Mumma representadas en el Teatro Folkan. Allí trabajó con Beppe Wolgers, Hans Alfredson y Tage Danielsson, y Povel Ramel, actuando además en musicales y comedias llevadas a escena en el Oscarsteatern y en la sala Intiman. 
También fue actor televisivo, participando en producciones como Partaj y Estrad. Fue relator en la grabación de 1956 de Förklädd Gud, obra musical de Lars-Erik Larsson, con Elisabeth Söderström y Erik Saedén, y con dirección de Stig Westerberg.
Además de actuar, durante un tiempo Ekborg fue presidente del club deportivo IK Franke, en Västerås.
Lars Ekborg estuvo casado, desde 1951 hasta su muerte, con Maud Eivor Viola "Lola" Sjölund (1925-2015). La pareja tuvo tres hijos: Maud Ekborg (nacida en 1954), y los actores Dan Ekborg (nacido en 1955) y Anders Ekborg (nacido en 1960).
El actor falleció en 1969 en Ängelholm, Suecia, a causa de un cáncer hepático, a los 43 años de edad. Fue enterrado en el cementerio Kungsängens kyrkogård.

## Teatro (selección)
- 1948 : David Copperfield, de Charles Dickens y Max Maurey, escenografía de Olle Hilding, Dramaten
- 1950 : Brand, de  Henrik Ibsen, escenografía de Alf Sjöberg, Dramaten
- 1950 : La loca de Chaillot, de  Jean Giraudoux, escenografía de Olof Molander, Dramaten
- 1950 : En radiobragd, de Charlotte Chorpenning, escenografía de Arne Ragneborn, Dramaten
- 1951 : Amorina, de Carl Jonas Love Almqvist, escenografía de Alf Sjöberg, Dramaten
- 1951 : Diamanten, de Friedrich Hebbel, escenografía de Rune Carlsten, Dramaten
- 1951 : Simon trollkarlen, de  Tore Zetterholm, escenografía de Arne Ragneborn, Dramaten
- 1955 : Simon och Laura, de Alan Melville, escenografía de Per-Axel Branner, Nya teatern[6]
- 1956 : Stig Lommers sommarrevy 1956, de Stig Lommer, escenografía de Stig Lommer, Idéonteatern
- 1963 : Teenagerlove, de Ernst Bruun Olsen y Finn Savery, escenografía de Ernst Bruun Olsen, Teatro Oscar[7]
- 1964 : Nya ryck i snöret, revista de Emil Norlander, Povel Ramel y Beppe Wolgers, escenografía de Åke Falck, Idéonteatern
- 1965 : A Funny Thing Happened on the Way to the Forum, de Stephen Sondheim, Burt Shevelove y Larry Gelbart, escenografía de Gösta Bernhard, Idéonteatern[8]
- 1965 : Ta av dej skorna, revista de Povel Ramel y Beppe Wolgers, escenografía de Egon Larsson, gira,[9] Idéonteatern[10]
- 1966 : På avigan, revista de Povel Ramel, escenografía de Hasse Ekman, Idéonteatern
- 1967 : Vi älskar er, revista de Beppe Wolgers, escenografía de Stig Ossian Eriksson, Idéonteatern
- 1969 : Snark, de Spike Milligan, escenografía de Thor Zackrisson, Maximteatern[11]

## Discografía
Álbumes
- 1955 : Krakel Spektakel Skivan
- 1967 : Lars Ekborg i Tom Lehrers vackra värld
- 1968 : Bunta ihop dom

Singles
- 1967 : Vi går tillsammans den dagen det är slut/Var beredd
- 1968 : Bunta ihop dom

## Filmografía
- 1944 : Jag är eld och luft
- 1947 : Tappa inte sugen
- 1947 : Kampen om kaffet
- 1948 : De kämpade sig till frihet
- 1948 : Du har blivit krigsman
- 1948 : Kärlek, solsken och sång
- 1948 : Lars Hård
- 1948 : Textilarna
- 1948 : Vi vill ha arbete
- 1950 : Anderssonskans Kalle
- 1950 : I sommartid
- 1950 : Mamma gör revolution
- 1950 : Två trappor över gården
- 1951 : Poker
- 1952 : Ubåt 39
- 1952 : När syrenerna blomma
- 1952 : Möte med livet
- 1953 : Un verano con Mónica
- 1953 : Vingslag i natten
- 1954 : Café Lunchrasten
- 1954 : Farlig frihet
- 1954 : Gula divisionen
- 1954 : I rök och dans
- 1955 : Blockerat spår
- 1955 : Danssalongen
- 1955 : Våld
- 1956 : Lille Fridolf och jag
- 1956 : Egen ingång
- 1956 : Sceningång
- 1956 : Flamman
- 1957 : Aldrig i livet
- 1957 : Blondin i fara
- 1957 : Lille Fridolf blir morfar
- 1957 : Nattens ljus
- 1957 : Gäst i eget hus
- 1957 : Ingen morgondag
- 1958 : Fridolf sticker opp!
- 1958 : Fröken April
- 1958 : El rostro
- 1959 : Den kära leken
- 1959 : Sköna Susanna och gubbarna
- 1959 : Sängkammartjuven
- 1960 : Myteriet på Caine (TV)
- 1960 : Tre önskningar
- 1962 : Biljett till paradiset
- 1962 : Halsduken
- 1962 : Siska
- 1963 : The Sword in the Stone (voz en versión sueca)
- 1964 : Bröllopsbesvär
- 1964 : Svenska bilder
- 1965 : Att angöra en brygga
- 1967 : Mördaren – en helt vanlig person
- 1967 : Stimulantia
- 1969 : Duett för kannibaler